# 2014년 한국프로야구 포스트시즌
2014 한국야쿠르트 7even 프로야구 포스트시즌은 10월 19일부터 NC 다이노스와 LG 트윈스의 준 플레이오프를 시작으로 11월 11일까지 진행되었다. 4강 체제로서의 포스트시즌 마지막 해이다. 다음해 2015 시즌부터는 와일드카드 결정전 도입으로 5강 체제로서의 포스트시즌이 시작된다.

## 진출팀 소개
포스트시즌 진출팀은 삼성 라이온즈, 넥센 히어로즈, NC 다이노스, LG 트윈스 4개팀으로, 넥센 히어로즈와 LG 트윈스는 2년 연속으로, NC 다이노스는 2013년 1군 진입 이후 2년 만에 포스트시즌에 진출하였다. 특히 LG 트윈스는 비록 최종전에서 롯데 자이언츠에게 패했으나 다행히 이미 포스트시즌을 확정진 넥센 히어로즈가 SK 와이번스를 떨어뜨림으써 LG 트윈스가 2년 연속 포스트시즌에 진출에 성공했고, 이는 16년만에 비로소 이루어냈다. 

## 대진표
|  | 준플레이오프 | 준플레이오프 | 준플레이오프 |  |  | 플레이오프 | 플레이오프    | 플레이오프 |  |  | 한국시리즈 | 한국시리즈    | 한국시리즈 |
|  |              |              |              |  |  |            |               |            |  |  |            |               |            |
|  |              |              |              |  |  |            |               |            |  |  | 1          | 삼성 라이온즈 | 4          |
|  |              |              |              |  |  | 2          | 넥센 히어로즈 | 3          |  |  | 2          | 넥센 히어로즈 | 2          |
|  | 3            | NC 다이노스  | 1            |  |  | 4          | LG 트윈스     | 1          |  |  |            |               |            |
|  | 4            | LG 트윈스    | 3            |  |  |            |               |            |  |  |            |               |            |

## 준플레이오프

### 출장자 명단
| 팀          | 선수 명단 |
| NC 다이노스 | - 감독 - 김경문 - 코치 - 양승관, 최일언, 이광길, 김광림, 전준호, 최경환, 강인권, 이동욱 (8명) - 투수 - 이재학, 찰리 쉬렉, 에릭 해커, 테드 웨버, 손민한, 김진성, 원종현, 임창민, 손정욱, 이민호, 이혜천 (11명) - 포수 - 김태군, 이태원 (2명) - 내야수 - 이호준, 손시헌, 에릭 테임즈, 조영훈, 모창민, 지석훈, 이상호, 박민우 (8명) - 외야수 - 이종욱, 김종호, 오정복, 나성범, 권희동, 김성욱 (6명)           |
| LG 트윈스   | - 감독 - 양상문 - 코치 - 김무관, 김민호, 최태원, 김정민, 강상수, 유지현, 박석진, 손인호 (8명) - 투수 - 우규민, 류제국, 유원상, 이동현, 임정우, 정찬헌, 윤지웅, 신정락, 봉중근, 코리 리오단, 신재웅 (11명) - 포수 - 현재윤, 최경철 (2명) - 내야수 - 오지환, 김용의, 정성훈, 최승준, 손주인, 황목치승, 김지성 (7명) - 외야수 - 이병규 (9), 이병규 (7), 정의윤, 박용택, 이진영, 문선재, 브래드 스나이더 (7명) |

### 경기 기록
| 일시                                                      | 경기  | 원정팀(선공) | 스코어 | 홈팀(후공)  | 개최 구장             | 개시 시각 | 관중수   | 경기 MVP             |
| --------------------------------------------------------- | ----- | ------------ | ------ | ----------- | --------------------- | --------- | -------- | -------------------- |
| 10월 19일(일)                                             | 1차전 | LG 트윈스    | 13 - 4 | NC 다이노스 | 마산종합운동장 야구장 | 14시 00분 | 13,000명 | 최경철 (LG 트윈스)   |
| 10월 22일(수)                                             | 2차전 | LG 트윈스    | 4 - 2  | NC 다이노스 | 마산종합운동장 야구장 | 18시 30분 | 8,094명  | 우규민 (LG 트윈스)   |
| 10월 24일(금)                                             | 3차전 | NC 다이노스  | 4 - 3  | LG 트윈스   | 서울종합운동장 야구장 | 18시 30분 | 25,000명 | 이호준 (NC 다이노스) |
| 10월 25일(토)                                             | 4차전 | NC 다이노스  | 3 - 11 | LG 트윈스   | 서울종합운동장 야구장 | 14시 00분 | 23,728명 | 이병규 (LG 트윈스)   |
| 승리팀 : LG 트윈스, 준플레이오프 MVP : 최경철 (LG 트윈스) |       |              |        |             |                       |           |          |                      |

### 1차전
10월 19일 - 마산종합운동장 야구장
| 팀 | 1 | 2 | 3 | 4 | 5 | 6 | 7 | 8 | 9 | R  | H  | E | B |
| LG 트윈스 ◄ | 6 | 0 | 1 | 0 | 1 | 0 | 0 | 5 | 0 | 13 | 16 | 1 | 6 |
| NC 다이노스 | 0 | 1 | 0 | 0 | 1 | 0 | 0 | 1 | 1 | 4  | 10 | 3 | 2 |
| 승리 투수: 윤지웅 패전 투수: 이재학 홈런: LG – 최경철(테드 웨버 상대로 1회 3점), 박용택(테드 웨버 상대로 5회 1점) NC – 나성범(류제국 상대로 2회 1점), 이호준(정찬헌 상대로 9회 1점) |   |   |   |   |   |   |   |   |   |    |    |   |   |

- 시구 : 안상수 창원시장
- 1차전 MVP: LG 최경철 - 4타수 2안타 3타점 1홈런
- 역대 포스트시즌 13경기 연속 매진
- LG, 역대 준플레이오프 1회 최다 득점(6점)
- NC 나성범, 역대 12번째 포스트시즌 첫 타석 홈런
- LG 류제국, 포스트시즌 첫 헤드샷 규정에 의한 퇴장(준PO 사상 첫 퇴장)
- 역대 준플레이오프 1경기 최다 투수 출장 신기록(LG 7명, NC 8명, 도합 15명)
- LG, 12년 만에 포스트시즌 1차전 승리

1차전 선발로 NC은 이재학이, LG는 류제국이 각각 등판하였다.
승부는 1회초에 LG 쪽으로 기울었다. LG는 1회초 정성훈의 2루타와 박용택의 볼넷으로 만든 1사 1,2루에서 이병규 (7)의 2타점 2루타와 이진영의 중전 적시타로 3점을 뽑아내며, NC의 선발 투수 이재학을 강판시켰다. 이후 2사 1,2루에서 최경철이 테드 웨버를 상대로 좌측 담장을 넘기는 3점 홈런(비거리: 115m)을 기록하며, LG는 1회에만 대거 6점을 뽑아낸다.
NC는 2회말, 나성범이 류제국을 상대로 좌측 담장을 넘기는 1점 홈런(비거리: 105m)를 기록하며, 추격을 시작했지만, 3회초, 브래드 스나이더의 안타와 도루, 상대 실책으로 만든 2사 3루에서 김용의이 적시타로 1점을 추가했고, 5회초에는 박용택이 중월 1점 홈런(비거리: 120m)을 기록하며, LG가 8:1로 달아났다.
NC는 5회말, 모창민의 몸에 맞는 볼과 손시헌의 안타로 만든 2사 1,2루에서 김종호의 중전 적시타로 1점을 만회했다. 하지만 LG는 8회초에 최경철과 손주인의 몸에 맞는 볼과 오지환의 안타로 만든 1사 만루 상황에서 박용택의 중전 적시타에 상대 실책이 더해지며, 3점을 추가했고, 이병규 (7)의 몸에 맞는 볼과 황목치승의 볼넷으로 또다시 1사 만루 상황에서 브래드 스나이더의 1타점 적시타와 이병규 (9)의 희생플라이로 5점을 추가하며, 사실상 승부를 갈랐다.
NC는 8회말의 1사 1,2루에서 에릭 테임즈의 1타점 적시타와 9회말에 이호준 좌측 담장을 넘기는 1점 홈런(비거리: 120m)을 기록했지만, 승부에 영향을 미치지는 못했다.

### 2차전
10월 22일 - 마산종합운동장 야구장
| 팀 | 1 | 2 | 3 | 4 | 5 | 6 | 7 | 8 | 9 | R | H  | E | B |
| LG 트윈스 ◄ | 1 | 0 | 0 | 2 | 0 | 0 | 0 | 0 | 1 | 4 | 11 | 1 | 6 |
| NC 다이노스 | 0 | 0 | 0 | 0 | 0 | 0 | 2 | 0 | 0 | 2 | 9  | 2 | 3 |
| 승리 투수: 우규민 패전 투수: 에릭 해커 세이브: 봉중근 홀드: 신재웅, 신정락, 이동현 홈런: LG – 정성훈 (에릭 해커 상대로 1회 1점), 브래드 스나이더 (에릭 해커 상대로 4회 2점) NC – 에릭 테임즈 (신재웅 상대로 7회 1점) |   |   |   |   |   |   |   |   |   |   |    |   |   |

- 시구 : 용인 제일초등학교 초등학생들

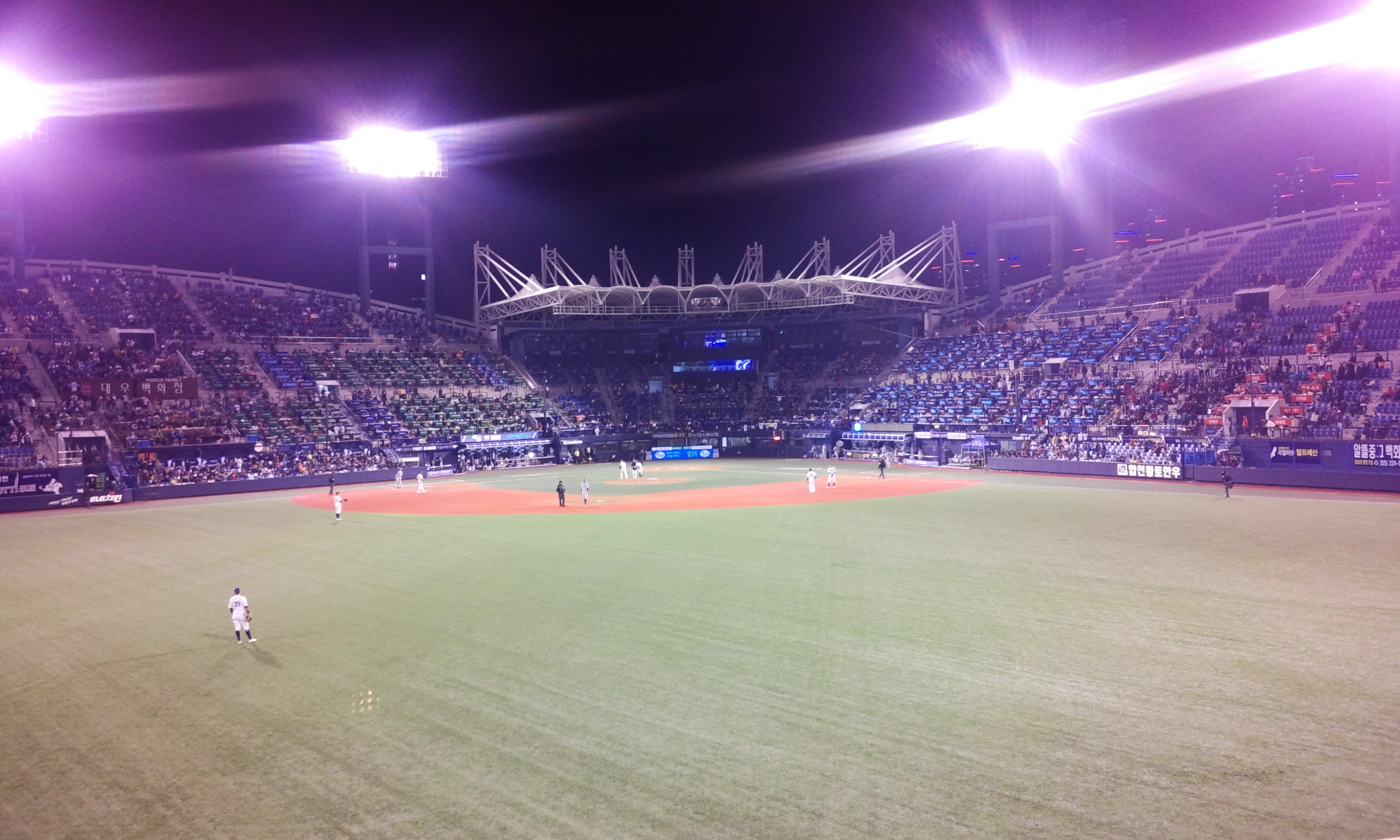
마산종합운동장 야구장에서 열린 NC 다이노스와 LG 트윈스 간의 준플레이오프 2차전 경기

- 2차전 MVP: LG 우규민 - 5이닝 4피안타 1사사구 무실점 3K (투구수 67개)
- 역대 포스트시즌 통산 14번 째 우천 순연
- 역대 포스트시즌 통산 2번 째 이틀 연속 우천 순연
- LG 정성훈 역대 포스트시즌 4번째 1회초 선두타자 홈런
- LG, 준 플레이오프 7연승

2차전 선발로 NC은 에릭 해커가, LG는 우규민이 각각 등판하였다. 당초 찰리 쉬렉과 코리 리오단이 선발로 맞붙을 예정이였으나 이틀 연속 우천순연이 되면서 양 팀 모두 선발투수를 바꾸게 되었다.
LG는 1회초 정성훈의 좌월 솔로홈런(비거리: 110m)이 터지며 2차전을 기선 제압하였고, 4회초 이병규 (7)의 볼넷으로 만든 1사 1루 상황에서 브래드 스나이더가 우중간 담장을 넘기는 2점 홈런(비거리: 120m)를 기록하여 달아나는 득점을 기록했다.
반면, NC는 4회말 김종호와 나성범의 안타로 1사 1-3루 추격 찬스를 맞았으나 에릭 테임즈의 잘맞은 타구가 2루수 김용의의 호수비에 걸리면서 1루주자 나성범마저 아웃되며 더블플레이로 연결되어 찬스를 살리는데 실패한다
이 후 NC는 7회말 선두타자로 나선 에릭 테임즈가 신재웅을 상대로 솔로 홈런(비거리: 115m)을 기록했고 이후 신정락을 상대하여 이호준과 모창민의 안타로 만들어진 2사 1-2루 상황에서 포수 이태원이 1타점 적시타를 쳐내 1점차로 추격에 성공했으나 박민우가 이후에 바뀐 투수 이동현에게 삼진을 당하며 한점차로 쫓아오는데 만족해야했으며 8회말에도 2사 1-2루 찬스를 살려내지 못했다.
LG는 9회초 1사 1루에서 이병규 (7)의 평범한 내야 뜬공 타구를 NC 2루수 박민우가 놓치는 치명적인 실책을 틈타 스타트를 끊은 문선재가 홈을 밟으며 승부의 쐐기를 박았으며, 마무리 봉중근이 9회말 NC공격에서 1이닝동안 세 타자를 모두 삼진으로 돌려 세우며 경기를 매조지으면서 LG 트윈스는 플레이오프 진출까지 단 1승만을 남겨두게 되었다.

### 3차전
10월 24일 - 서울종합운동장 야구장
| 팀 | 1 | 2 | 3 | 4 | 5 | 6 | 7 | 8 | 9 | R | H  | E | B |
| NC 다이노스 ◄ | 2 | 0 | 0 | 0 | 0 | 1 | 0 | 1 | 0 | 4 | 9  | 1 | 5 |
| LG 트윈스 | 0 | 0 | 1 | 1 | 0 | 0 | 0 | 1 | 0 | 3 | 11 | 1 | 6 |
| 승리 투수: 찰리 쉬렉 패전 투수: 코리 리오단 세이브: 김진성 홀드: 임창민, 원종현, 손민한, 이민호 홈런: NC – 이호준 (코리 리오단 상대로 6회 1점) |   |   |   |   |   |   |   |   |   |   |    |   |   |

- 시구 : 최강창민 (동방신기)
- 3차전 MVP: NC 이호준 - 5타수 2안타(1홈런) 2타점
- 포스트시즌 첫 심판합의판정 시행(5회말 무사 1-3루 이병규(7)의 중견수 뜬공때 오지환의 홈 쇄도 과정 : 최초판정 - 홈 태그 아웃 / 합의판정 - 홈 태그 아웃)
- LG 이병규(7), 당해 시즌 준PO 최다 2루타 신기록(4개)
- LG 이병규(7), 준 PO 최다 연속경기 2루타 타이기록(3경기)
- NC, 창단 첫 포스트시즌 승리

3차전 선발로 NC은 찰리 쉬렉이, LG는 코리 리오단이 각각 등판하였다.
지난 두 경기와 달리 3차전은 NC가 먼저 기선제압하였다. NC는 1회초 2사 1루에서 에릭 테임즈의 안타때 중견수 브래드 스나이더가 3루로 가던 1루주자 김종호를 잡기 위해 3루로 송구한것을 손주인이 커트해 2루로 가던 타자주자 테임즈를 잡으려다 2루베이스 커버한 유격수 오지환이 공을 떨어트렸는데 그 사이 김종호가 홈을 파고 들면서 NC가 선취점을 올렸다 뒤이어 이호준이 3루쪽 라인 선상으로 적시 2루타를 작렬시키며 2:0으로 달아났다.
LG도 바로 반격에 나섰다 LG는 정성훈의 안타와 오지환의 볼넷으로 무사 1-2루에서 박용택의 희생번트로 한 루씩 진루했고 1사 2,3루에서 이병규(7)의 타구가 좌익수 김종호의 호수비에 걸렸지만 3루주자가 홈으로 오면서 희생플라이로 점수를 만들었고 4회말에는 1사 1루에서 최경철이 내야안타를 만들어냈는데 이 상황에서 유격수 손시헌의 송구실책이 나오며 1루주자 브래드 스나이더가 3루까지 진루했고 1사 1,3루에서 손주인의 희생플라이로 동점을 만드는데 성공했다. 하지만 LG는 5회말 무사 1,3루에서 이병규(7)의 타구가 중견수에게 잡힌 상황에서 3루주자 오지환이 나성범의 송구에 홈에서 아웃이 되었다. 이 상황에서 LG는 심판합의판정을 신청했으나 번복되지 않았다.
그러자 곧바로 NC는 6회초 이호준이 우중간 담장을 살짝 넘어가는 1점 홈런(비거리: 125m)를 작렬 시켜 균형을 깼고, 8회초 2사 3루에서는 김태군이 중전 적시타를 기록하면서 귀중한 추가점을 만들었다.
LG는 8회 1사 2-3루 이병규(9)타석에서 손민한의 폭투로 1점을 만회했으나 1사 3루에서 이병규(9)의 타구가 전진수비하던 2루수에게 걸리며 3루주자가 아웃되면서 동점으로 가지 못했고 9회말 마무리 김진성을 상대로 2사 1,2루 찬스를 만들었으나 김진성이 정의윤을 삼진 처리하면서 3차전은 NC의 승리로 마무리 되었다.

### 4차전
10월 25일 - 서울종합운동장 야구장
| 팀                                                  | 1 | 2 | 3 | 4 | 5 | 6 | 7 | 8 | 9 | R  | H  | E | B |
| NC 다이노스                                         | 0 | 0 | 0 | 0 | 0 | 1 | 2 | 0 | 0 | 3  | 9  | 1 | 5 |
| LG 트윈스 ◄                                         | 0 | 0 | 2 | 0 | 2 | 1 | 6 | 0 | X | 11 | 17 | 0 | 5 |
| 승리 투수: 류제국 패전 투수: 테드 웨버 홀드: 이동현 |   |   |   |   |   |   |   |   |   |    |    |   |   |

- 시구 : 경리 (나인뮤지스)
- 4차전 MVP: LG 이병규(7) - 5타수 4안타 3타점
- 준 플레이오프 MVP : LG 최경철 - 15타수 8안타(1홈런) 5타점 타율 .533
- NC 이호준 준 플레이오프 최다 타점 신기록(13타점)
- NC 이호준 준 PO 한 경기 최다 2루타 타이(2개, 역대 12번째)
- NC 이종욱 준 PO 최다 삼진 타이기록(13개, 역대 13번째)
- LG 이병규(7) 준 PO 한 경기 최다 연타석 안타 타이(4연타석 안타, 역대 6번째)
- LG 이병규(7) 준 PO 한 경기 최다 안타 타이(4안타, 역대 14번째)

4차전 선발로 NC는 테드 웨버가, LG는 류제국이 각각 등판하였다.
경기 초반 양 팀은 득점 찬스를 잡았지만 득점을 올리지 못하며 팽팽하게 전개되었다. NC는 1회초 2사 1루찬스와 3회초 2사 1,3루 찬스를 그리고 LG는 2회말 무사 만루 찬스가 무산되었다.
경기의 균형을 깬 것은 LG였다 3회말 2사 1,2루 이병규(7)가 우중간을 가르는 2타점 3루타를 기록하면서 0의 균형을 깼고, LG는 4회부터 올라온 이재학을 상대로 5회말 1사 2루 박용택의 1타점 2루타와 이병규(7)의 좌전 적시타로 2점을 더 추가하였다.
NC는 6회초에 에릭 테임즈의 안타와 바뀐 투수 신정락을 상대로 이호준이 1타점 2루타를 작렬시키며 1점 만회했으나 이후 후속타 불발로 추가 득점엔 실패한다. 6회말 LG가 손주인의 적시타로 1점 달아났다. 그러나 NC의 반격도 만만치 않았다. NC는 7회초 2사 만루에서 이호준이 2타점 적시타를 때리면서 2점차로 추격해 들어왔다.
그러나 NC의 추격을 뿌리친 LG는 7회말에만 대거 6득점을 올리며 승부를 결정지었고 9회초 임정우가 안타 1개와 볼넷 1개를 허용했으나 무실점으로 막으며 LG는 2년연속 플레이오프에 진출하게 되었으며 NC는 경험부족을 드러내며 2014시즌을 마무리하게 되었다.

## 플레이오프

### 출장자 명단
| 팀            | 선수 명단 |
| 넥센 히어로즈 | * 감독 - 염경엽 - 코치 - 이강철, 류영수, 김동수, 심재학, 허문회, 홍원기, 최만호, 박승민 (8명) - 투수 - 헨리 소사, 앤디 밴 헤켄, 오재영, 조상우, 마정길, 한현희, 김대우, 장시환, 김세현, 손승락, (10명) - 포수 - 허도환, 박동원 (2명) - 내야수 - 박병호, 서건창, 강정호, 김민성, 윤석민, 서동욱, 김지수, 김하성 (8명) - 외야수 - 이택근, 유한준, 이성열, 박헌도, 문우람, 비니 로티노, 유재신 (7명)          |
| LG 트윈스     | * 감독 - 양상문 - 코치 - 김무관, 김민호, 최태원, 김정민, 강상수, 유지현, 박석진, 손인호 (8명) - 투수 - 우규민, 류제국, 유원상, 이동현, 임정우, 정찬헌, 김선규, 신정락, 봉중근, 코리 리오단, 신재웅 (11명) - 포수 - 현재윤, 최경철 (2명) - 내야수 - 오지환, 김용의, 정성훈, 최승준, 손주인, 황목치승, 김지성 (7명) - 외야수 - 이병규 (9), 이병규 (7), 채은성, 박용택, 이진영, 문선재, 브래드 스나이더 (7명) |

### 경기 기록
| 일시                                                            | 경기  | 원정팀(선공)  | 스코어 | 홈팀(후공)    | 개최 구장             | 개시 시각 | 관중수   | 경기 MVP               |
| --------------------------------------------------------------- | ----- | ------------- | ------ | ------------- | --------------------- | --------- | -------- | ---------------------- |
| 10월 27일(월)                                                   | 1차전 | LG 트윈스     | 3 - 6  | 넥센 히어로즈 | 목동야구장            | 18시 30분 | 10,500명 | 윤석민 (넥센 히어로즈) |
| 10월 28일(화)                                                   | 2차전 | LG 트윈스     | 9 - 2  | 넥센 히어로즈 | 목동야구장            | 18시 30분 | 10,500명 | 신정락 (LG 트윈스)     |
| 10월 30일(목)                                                   | 3차전 | 넥센 히어로즈 | 6 - 2  | LG 트윈스     | 서울종합운동장 야구장 | 18시 30분 | 25,000명 | 오재영 (넥센 히어로즈) |
| 10월 31일(금)                                                   | 4차전 | 넥센 히어로즈 | 12 - 2 | LG 트윈스     | 서울종합운동장 야구장 | 18시 30분 | 24,330명 | 김민성 (넥센 히어로즈) |
| 승리팀 : 넥센 히어로즈, 플레이오프 MVP : 강정호 (넥센 히어로즈) |       |               |        |               |                       |           |          |                        |

### 1차전
10월 27일 - 목동야구장
| 팀 | 1 | 2 | 3 | 4 | 5 | 6 | 7 | 8 | 9 | R | H | E | B |
| LG 트윈스 | 0 | 0 | 2 | 1 | 0 | 0 | 0 | 0 | 0 | 3 | 8 | 0 | 7 |
| 넥센 히어로즈 ◄ | 0 | 1 | 0 | 0 | 0 | 4 | 0 | 1 | X | 6 | 9 | 0 | 7 |
| 승리 투수: 조상우 패전 투수: 정찬헌 세이브: 한현희 홀드: 손승락 홈런: LG – 브래드 스나이더(헨리 소사 상대로 4회 1점) 넥센 – 윤석민(정찬헌 상대로 6회 3점) |   |   |   |   |   |   |   |   |   |   |   |   |   |

- 애국가 : 레오 (VIXX)
- 시구 : 엔 (VIXX) / 시타 : 홍빈 (VIXX)
- 1차전 MVP: 넥센 윤석민 - 1타수 1안타(1홈런) 3타점 (6회 대타 3점 홈런)
- 한 경기 최다 포일 타이 기록(LG 2개 - 넥센 0개/PS 7번째, PO 4번째)
- LG 한 경기 최다 포일 타이기록(2개/PS 2번째, PO 1번째)
- 넥센 윤석민, 플레이오프 역대 7번째 대타 홈런(PS 20번째)
- 넥센 김민성, 한 경기 최다 몸에 맞는 공 타이(2개, PS 20번째/PO 5번째), PO 최다 연타석 몸에 맞는 공 타이(2개, 4번째)
- 심판합의판정
  - 6회말 무사 강정호의 투수 앞 땅볼: 최초 판정 - 아웃 / 합의 판정 - 세이프(PS 2번째, PO 1번째)
  - 6회말 무사 1-2루 이성열의 적시타때 강정호의 홈 쇄도 상황: 최초 판정 - 세이프 / 합의 판정 - 세이프(PS 3번째, PO 2번째)

1차전 선발로 넥센은 헨리 소사가, LG는 우규민이 각각 등판하였다.
1회에 양 팀 모두 병살타를 주고받으며 출발하였고, 양 팀의 선취점은 넥센에서 나왔다. 2회말 넥센은 박병호의 안타와 1사후 김민성의 안타, 이성열의 몸에 맞는 공으로 만들어진 1사 만루 상황에서 박헌도의 타구가 좌익수 - 중견수 - 유격수 그 사이에 떨어지는 안타가 나오며 선취점을 올렸으나 박동원이 삼진으로, 서건창이 땅볼로 물러나며 더 이상 추가점을 뽑는데 실패했다.
그러자 LG는 바로 3회초에 헨리 소사를 상대로 볼넷 2개와 내야 안타로 만든 무사 만루 상황에서 박용택의 적시타와 이병규 (7)가 중견수 키 넘기는 1타점 적시타가 나오며 역전에 성공했으나 2루주자 김용의가 홈에서 아웃되었고 이병규 (7)이 주자 추월로 아웃되면서 순식간에 투 아웃이 되었고 이진영이 땅볼로 물러나며 더 이상 추가득점에 실패하였다.
이 후 LG는 브래드 스나이더가 우측 담장을 넘기는 1점 홈런(비거리: 125m)을 작렬시키며 달아나는데 성공했고 5회초에는 1사 1-3루 찬스를 맞으며 헨리 소사를 강판시켰지만 조상우에게 이병규 (7)가 병살타로 물러나며 더 이상 달아나지 못했다.
우규민의 호투에 눌리던 넥센은 6회 강정호의 타구가 우규민의 몸을 맞는 내야 안타가 나오며 출루했고 이 상황에서 우규민이 부상으로 강판되어 올라온 정찬헌에게 김민성이 몸에 맞는 공으로 출루하면서 맞은 무사 1-2루에서 이성열이 우측에 적시타로 1점 만회하고 대타 서동욱의 번트로 만들어진 1사 2-3루 찬스에서 대타로 나온 윤석민이 오른쪽 담장을 넘기는 역전 3점 홈런(비거리: 110m)을 작렬시키며 역전에 성공하였다. 이후 넥센은 손승락을 8회에 조기 투입시키는 강수를 두며 승리를 향한 의지를 보여주었으며 넥센은 8회말에 김민성이 몸맞는공으로 나간 후 대주자로 나온 유재신이 현재윤의 패스트볼때 2루로 진루했고 1사후 유원상의 폭투때 3루를 지나 홈까지 들어오는 공격적인 베이스 러닝으로 추가 득점에 성공하였다.
이 후 넥센은 손승락이 9회초 2사후에 이병규 (9)에게 안타를 허용하자 바로 한현희로 교체하고 김영관을 유격수 강정호의 호수비로 처리하며 1차전은 넥센의 승리로 마무리 지었다.

### 2차전
10월 28일 - 목동야구장
| 팀                                                                                   | 1 | 2 | 3 | 4 | 5 | 6 | 7 | 8 | 9 | R | H | E | B |
| LG 트윈스 ◄                                                                          | 0 | 1 | 0 | 0 | 1 | 0 | 0 | 6 | 1 | 9 | 8 | 0 | 5 |
| 넥센 히어로즈                                                                        | 0 | 0 | 0 | 0 | 0 | 0 | 1 | 1 | 0 | 2 | 5 | 2 | 3 |
| 승리 투수: 신정락 패전 투수: 앤디 밴 헤켄 홈런: 넥센 – 유한준(신정락 상대로 7회 1점) |   |   |   |   |   |   |   |   |   |   |   |   |   |

- 시구 : 유이 (애프터스쿨)
- 2차전 MVP: LG 신정락 - 7이닝 2피안타(1홈런) 무사사구 1실점 10K (투구수 96개)
- 플레이오프 경기 최다 탈삼진 신기록 : 26K / LG 14K : 넥센 12K(종전 기록: 1999년 플레이오프 1차전 롯데 vs 삼성 23K / 삼성 14K : 롯데 9K)
- 넥센, 한 이닝 최다 사사구 신기록(8회 초, 5개)

2차전 선발로 넥센은 앤디 밴 헤켄이, LG는 신정락이 각각 등판하였다.
2차전의 선취점은 LG에서 나왔다. 2회초 LG는 이병규 (7)와 이진영의 안타로 만든 1사 2,3루에서 손주인의 2루 땅볼로 선취점을 얻은 후 경기는 두 팀의 선발 투수의 투수전 양상으로 흘렀다.
이 후, LG의 추가점은 5회에 나왔다. 브래드 스나이더의 내야안타와 손주인의 희생번트 상황에서 넥센의 앤디 밴 헤켄의 송구 실책으로 만든 1사 2,3루에서 오지환이 1루 땅볼에 넥센 1루수 박병호가 홈으로 송구했지만 포수 박동원이 공을 잡지못하며, LG가 2:0으로 앞서나갔다.
넥센은 7회말, 유한준이 신정락을 상대로 가운데 담장을 넘기는 1점 홈런(비거리: 120m)을 작렬시키며 추격을 시작했지만, 후속 타자들이 범타로 물러나며 더 이상의 추격을 이어가지 못했다.
이어진 LG의 8회초, 1사 만루 상황에서 박용택의 1타점 적시타와 이병규 (7)와 이진영의 밀어내기 볼넷, 브래드 스나이더의 2타점 2루타와 손주인의 우익수 희생 플라이로 대거 6득점에 성공했고, 9회초에는 채은성의 2루타와 김영관의 진루타, 박용택의 적시타로 1점을 추가했다.
넥센은 8회말, 2사 1,2루 상황에서 서건창의 1타점 적시타로 1점을 만회했지만, 승부를 뒤집기에는 역부족이였다.

### 3차전
10월 30일 - 서울종합운동장 야구장
| 팀 | 1 | 2 | 3 | 4 | 5 | 6 | 7 | 8 | 9 | R | H  | E | B |
| 넥센 히어로즈 ◄ | 0 | 1 | 0 | 0 | 4 | 0 | 0 | 1 | 0 | 6 | 10 | 1 | 2 |
| LG 트윈스 | 0 | 0 | 0 | 0 | 1 | 0 | 0 | 1 | 0 | 2 | 5  | 1 | 4 |
| 승리 투수: 오재영 패전 투수: 코리 리오단 홈런: 넥센 – 강정호(코리 리오단 상대로 2회 1점), 유한준(임정우 상대로 8회 1점) |   |   |   |   |   |   |   |   |   |   |    |   |   |

- 시구 : 윤보미 (에이핑크) / 시타 : 손나은 (에이핑크)
- 3차전 MVP: 넥센 오재영 - 6이닝 3피안타 3사사구 1실점 2K (투구수 91개)
- 넥센 오재영, 2004년 한국시리즈 5차전 이후 3655일 만에 포스트시즌 승리투수
- 넥센, 플레이오프 한 이닝 최다 2루타 타이: 3개(역대 4번째)

3차전 선발로 넥센은 오재영이, LG는 코리 리오단이 각각 등판하였다.
넥센은 2회초 1사 주자 없는 상황에서 강정호가 중앙 담장을 넘기는 1점 홈런(비거리: 130m)를 작렬시키며 선취 득점을 올렸다.
이 후 양팀의 선발 투수들은 4회까지 투수전을 벌였으나, 넥센이 5회초 김민성 - 이택근 - 이성열 - 박동원이 코리 리오단으로부터 연속 4안타로 3점을 뽑아내 리오단을 강판 시켰으며 이 후 LG의 투수가 임정우로 교체된 상황에서 서건창의 희생 번트로 만들어진 1아웃 3루에서 비니 로티노가 1타점 적시 2루타를 때려내며 넥센은 5회초에만 2루타 3개 포함 5안타 4득점으로 활발한 타격을 펼쳤다.
LG는 5회말 1사 후 오지환의 볼넷, 최경철의 안타, 손주인 타석에서 대타 최승준이 몸에 맞는 공으로 만루 찬스를 맞았으나 정성훈의 희생플라이로 1점만 만회하는데 그치고 말았다.
넥센은 8회초 공격에서 유한준이 임정우로부터 큰 아치를 그려내며 승부의 쐐기를 박는 홈런(비거리: 115m)을 작렬시키며 달아나는데 성공했다.
LG는 8회말 넥센의 세 번째 투수 조상우로부터 정성훈의 안타와 김용의의 볼넷으로 무사 1-2루 찬스를 맞았으나 박용택과 이병규 (7)이 모두 삼진으로 물러나며 2사 1-2루가 되었고 이 후 이진영이 바뀐 투수 손승락으로부터 빗맞은 안타로 1점밖에 뽑지 못했다.
이 후 손승락이 9회말 LG의 공격을 삼자범퇴로 막아내면서 경기를 매조지었고 넥센은 한국시리즈 진출까지 1승을 남겨두게 되었다.

### 4차전
10월 31일 - 서울종합운동장 야구장
| 팀 | 1 | 2 | 3 | 4 | 5 | 6 | 7 | 8 | 9 | R  | H  | E | B |
| 넥센 히어로즈 ◄                                                                                                  | 2 | 0 | 0 | 0 | 3 | 0 | 4 | 3 | 0 | 12 | 15 | 0 | 5 |
| LG 트윈스 | 0 | 0 | 1 | 1 | 0 | 0 | 0 | 0 | 0 | 2  | 8  | 2 | 0 |
| 승리 투수: 헨리 소사 패전 투수: 류제국 홈런: 넥센 – 김민성(류제국 상대로 5회 3점), 강정호(우규민 상대로 7회 2점) |   |   |   |   |   |   |   |   |   |    |    |   |   |

- 시구 : 데니안 (god)
- 4차전 MVP: 넥센 김민성 - 3타수 3안타(1홈런) 7타점 2득점
- 플레이오프 MVP: 넥센 강정호 - 타율 .533 15타수 8안타(2홈런) 4타점 5득점
- 넥센 김민성, 포스트시즌 한 경기 최다 타점 신기록: 7타점(종전 6타점)
- 넥센 이택근, 포스트시즌 역대 7번째(PO 3번째) 홈스틸(7회초 1사 1-3루에서 유재신과 이중 도루)
- 넥센, 창단 첫 한국시리즈 진출

4차전 선발로 넥센은 헨리 소사가, LG는 류제국이 각각 등판하였다.
넥센은 1회초부터 서건창과 비니 로티노의 연속 안타와 1사 후 박병호의 볼넷으로 만든 1사 만루 상황에서 강정호가 잡아당긴 타구를 LG 3루수 손주인이 잡아서 홈으로 던졌지만 홈에서 세잎이 되며 선취 득점을 올렸고, 이후 다시 1사 만루에서 김민성이 중견수쪽에 희생플라이를 날리면서 2점을 뽑아냈다.
넥센 선발 헨리 소사에게 막혔던 LG는 3회말 최경철의 안타와 손주인의 희생번트로 만든 1사 2루 상황에서 정성훈이 툭 갖다 밀어친 타구가 1루수 박병호의 키를 넘어가는 적시 2루타가 되며 1점차로 추격해 들어왔고, 4회말 이병규 (7)와 브래드 스나이더의 연속 안타로 만든 무사 2-3루에서 이병규 (9)가 우익수쪽에 희생플라이를 날리며 동점을 만드는데 성공했으나, 4회말 1사 3루에서 후속타 불발로 역전에 실패하였다.
넥센은 5회초 공격에서 류제국으로부터 2사 후에 박병호와 강정호의 연속 안타로 만든 1,3루 상황에서 김민성이 류제국의 3구째 투심패스트볼을 받아쳐 좌측 담장을 넘기는 3점 홈런(비거리: 125m)을 작렬시키며 다시 리드를 가져오는데 성공했다.
7회초에 LG는 더 이상의 실점을 막고 역전을 노리기 위해 1차전 선발 우규민을 불펜 기용했으나 1사후 박병호에게 안타를 허용하고 강정호에게는 투런 홈런(비거리: 120m)까지 허용하며 무너졌다. 7회초에 넥센은 이후 우규민이 흔들리는 틈을타 김민성이 볼넷, 이택근이 몸에 맞는 공으로 출루하며 우규민을 강판시켰고, 뒤이어 LG의 바뀐 투수 이동현을 상대로 이성열이 1타점 적시타로 8:2로 달아났고, 1루 대주자 유재신과 3루 주자이택근이 더블 스틸에 성공하면서 넥센은 7회에만 4득점을 기록하였다.
그 뒤 넥센은 8회초에 정찬헌을 상대로 유한준, 박병호의 연속 안타와 강정호의 몸에 맞는 볼로 만들어진 무사 만루에서 김민성이 중견수 키를 넘기는 3타점 2루타를 작렬 시키며 승부를 결정지었다.
넥센은 선발 헨리 소사가 6.1이닝 2실점으로 호투했고 이 후 한현희가 1.2이닝 무실점 그리고 9회말 손승락이 안타 두 개를 허용했지만 현재윤을 2루 플라이로 잡아내며 넥센은 2008년 창단이후 처음으로 한국시리즈에 진출하게 되었다.

## 중계 일정
2014년 한국 프로 야구 포스트시즌은 다음과 같은 방송사로부터 중계방송되었다.

### TV 중계

#### 준플레이오프
- 1차전 (10월 19일)
  - KBS 2TV 캐스터:김현태 해설:이용철

- 2차전 (10월 22일)
  - SBS 캐스터:정우영 해설:이순철

- 3차전 (10월 24일)
  - MBC 캐스터:김완태 해설:손혁

- 4차전 (10월 25일)
  - KBS 2TV 캐스터:김현태 해설:이용철

#### 플레이오프
- 1차전 (10월 27일)
  - SBS 캐스터:정우영 해설:이순철

- 2차전 (10월 28일)
  - MBC 캐스터:김완태 해설:손혁

- 3차전 (10월 30일)
  - KBS 2TV 캐스터:김현태 해설:이용철

- 4차전 (10월 31일)
  - SBS 캐스터:정우영 해설:이순철

### 라디오 중계

#### 준플레이오프
- 1차전 (10월 19일)
  - KBS 제2라디오
  - 창원 MBC
  - KNN

- 2차전 (10월 22일)
  - KBS 제2라디오
  - 창원 MBC
  - KNN

- 3차전 (10월 24일)
  - KBS 제2라디오
  - 창원 MBC
  - KNN

- 4차전 (10월 25일)
  - KBS 제2라디오
  - SBS 러브FM
  - 창원 MBC
  - KNN

#### 플레이오프
- 1차전 (10월 27일)
  - KBS 제2라디오

- 2차전 (10월 28일)
  - KBS 제2라디오

- 3차전 (10월 30일)
  - KBS 제2라디오

- 4차전 (10월 31일)
  - KBS 제2라디오